# カーシニゼーション

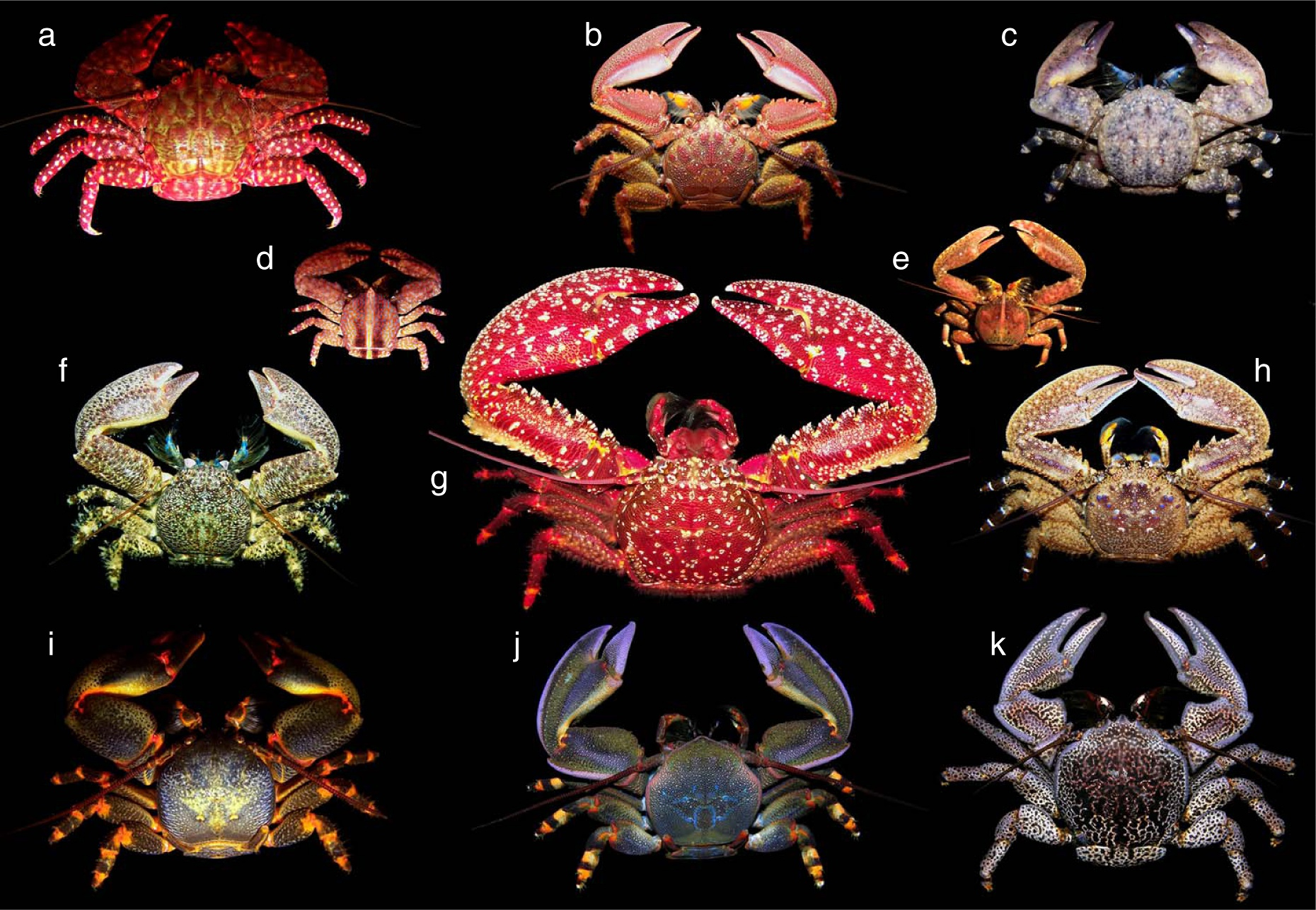
カニダマシ科:カニに似ているがコシオリエビやヤドカリに近縁

カーシニゼーション（英: carcinization）またはカニ化とは、カニに似ていない形態の甲殻類が、カニに似た形態に進化するという、収斂進化の一例である。 L・A・ボラダイルが "カニへ進化するための自然の試みの一つ" と表現し、進化生物学に導入したものである。多くのカーシニゼーションした甲殻類はヤドカリ下目に属する。

## 定義
1916年にランスロット・アレクサンダー・ボラダイルが次のように述べた:
... カーシニゼーション … 長い腹部が縮小、頭胸部がくぼんで拡大し、その結果、カニの一般的な形態をとる
2017年にケイラー等は以下のように定義した:
- "甲羅は幅に比べて平らで、外縁部を持つ"
- "腹板は広い腹甲へと融合し、後方の縁は前方へ隆起する。"
- "胸部は扁平で強く曲がり、背側から見て胸部第4節の背板を完全に隠し、腹甲を部分的にあるいは完全におおい、"

## 例
カーシニゼーションは十脚目の甲殻類において少なくとも5回は独立に起こったと考えられている。
- 十脚目:
  - ヤドカリ下目:
    - タラバガニの仲間　ヤドカリの仲間から進化してきたと考えられている[5][6] 出現: 新生代後期
    - カニダマシの仲間　コシオリエビに近縁[7] 出現: ジュラ紀後期
    - Lomis hirta[8]
    - ヤドカリの仲間:
      - ヤシガニ (Birgus latro)
      - Patagurus rex[9]

  - カニ下目（真正のカニ）[10] 出現: ジュラ紀初期

絶滅したCyclida目も "驚くほどカニに似ている" と指摘されており、おそらく同じような生態を持っていた。

### タラバガニ

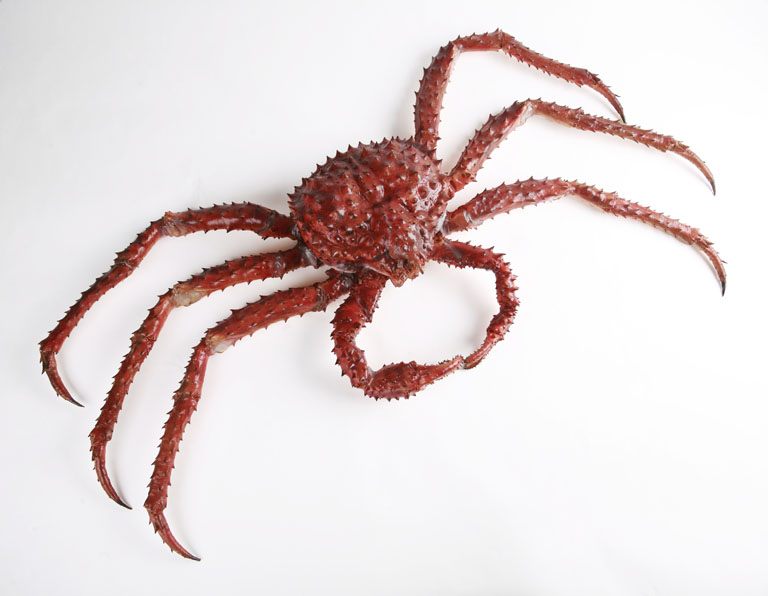
タラバガニ:インディアナポリス子供博物館所蔵

タラバガニの仲間（タラバガニ科）がヤドカリの仲間から進化した例はよく研究されており、その生態はこの説を支持している。例えば、ヤドカリの多くは螺旋状の巻貝の殻にうまく収まるように左右非対称である。タラバガニの腹部も、住みかとして巻貝の殻を使わないにもかかわらず左右非対称である。

### ハイパーカーシニゼーション（超カニ化）
"ハイパーカーシニゼーション" と呼ばれる例外的なカーシニゼーションは、カニダマシ科の Allopetrolisthes spinifrons においてみられる。A. spinifrons は体の縮小に加えて、真正のカニに見られるものと同様に、オスの胸部がメスより狭くなるという性的二形を示す。

## 関連記事
- 収斂進化